# Metrolinx
Metrolinx ist ein kanadischer Nahverkehrsbetreiber, der hauptsächlich in der Greater Toronto Area tätig ist.
Das Unternehmen wurde 2006 durch die Provinzregierung von Ontario gegründet, um den Nahverkehr in der größten Metropolregion Kanadas zu verbessern. Zwei Jahre später wurde ein erster Masterplan veröffentlicht.
Metrolinx besteht heute aus folgenden Geschäftsbereichen:
- GO Transit, betreibt das Netz der Vorortbahnen und -Busse um Toronto
- Union Pearson Express, Flughafenzubringer
- Presto Card, elektronische Fahrkarte

Metrolinx ist der Entwickler für verschiedene Naherkehrsprojekte in der Greater Toronto Area. Einige der Projekte im Bau im Jahr 2022 sind:
- Finch-West-Linie (Finch West LRT), neue Stadtbahn in Toronto[1]
- Hurontario-Linie (Hazel McCallion LRT), neue Stadtbahn in Mississauga und Brampton[1]
- Eglinton-Linie (Eglinton Crosstown LRT), neue Stadtbahn in Toronto[1]
- Ontario-Linie, neue U-Bahnlinie in Toronto[2]
- Verlängerung von der Bloor-Danforth-Linie (Scarborough Subway Extension) nördlich von der Kennedy Station im Bezirk Scarborough in Toronto[2]
- Modernisierung der Barrie-Linie und Stouffville-Linie von GO Transit, um einen häufigeren ganztägigen Dienst zu implementieren[3][4]